# Gerhard Nielsen (folketingsmedlem)
 Der er flere personer med dette navn, se Gerhard Nielsen.
Gerhard Sofus Nielsen (født 1. november 1871 i Ålsrode, Ålsø Sogn, død 1. maj 1933 i København) var en dansk socialdemokratisk folketingsmand for Aalborg Amtskreds i 1918-1933. I en periode var han formand for Folketinget. På denne post blev han efterfulgt af Hans Rasmussen.
Gerhard Nielsen var oprindeligt udlært som snedker, men blev senere redaktør. I en tid var han lokalredaktør i Skive for avisen Viborg Amts Socialdemokrat. I 1906 tog han initiativ til, at der blev dannet en afdeling af Socialdemokratisk Ungdomsforbund (SUF) i Skive. Han opstillede som folketingskandidat i Skivekredsen i 1906 og 1909.
Han er begravet på Almen Kirkegård i Aalborg. 